# 백성
백성(百姓)은 중국 문화권에서 처음으로 나타난 용어이며, 나라의 체계, 근본을 이루는 '대중'을 높여 부르는 호칭이다. 일본에서는 백성이 '농민'을 뜻하기도 하였다. 백성의 호칭은 여러 가지가 있으며 대표적으로 국민, 인민, 신민, 주민, 시민으로 나뉠 수 있다.
- 백성(百姓 Bách tính)은 백가지의 성씨로써 고대 중국에서 수많은 국민을 칭하는 호칭이었다.
- 국민(영어: Nation, 國民)은 국가의 통치권에 복종할 의무가 있는 백성을 뜻하는 용어이다. 주로 보수주의자, 내셔널리스트, 국가주의자, 파시스트들이 '국민'이라는 말을 많이 쓴다.
- 시민(영어: Citizen, 市民)은 선거권을 가진 자유민주주의 사회에서의 백성을 뜻하거나, 도시를 이루는 백성을 뜻하는 용어이다. 주로 자유주의자들이 '시민'이라는 말을 많이 쓴다.
- 인민(영어: People, 人民)은 민중의 동의어로 많이 사용되며, 국가나 어떠한 집합체의 틀 안에서 지배권이 없는 피지배 계급 또는, 사회 역사를 이루는 주체이나 역사적 주인이 아닌 빈곤층, 무산계급을 뜻하거나 압제적 상태에서 해방된 주권을 가진 백성 뜻하는 용어이다. 주로 민주주의자, 사회주의자, 공산주의자, 아나키스트들이 '인민'이라는 말을 많이 쓴다. (동의어: 대중, 민중, 자연인)
- 신민(영어: Subject, 臣民)은 군주제 국가를 이루는 백성을 뜻하는 용어이다. 국민이자 군주의 신하라는 뜻. 주로 근대 수구주의자, 왕당파들이 많이 썼었고, 일제강점기 당시 일제 관계자들이 많이 썼던 용어이다.
- 주민(영어: Residents, 住民)은 행정 단위를 이루는 백성을 범적으로 뜻하는 용어이다. 읍민, 동민, 을민 등으로 단위가 나뉠 수 있다.